# Okada Yoshio
Okada Yoshio (jap. 岡田 吉夫; * 11. August 1926; † 22. Juni 2002) war ein japanischer Fußballnationalspieler.
Okada debütierte bei den Asienspielen 1951 gegen die Auswahl Irans. Es folgten weitere 6 Spiele für Japan. Sein letztes Spiel bestritt er bei den Asienspielen 1954 gegen die Auswahl Indiens.